# Abitur
Pour les articles homonymes, voir Abi.
 (mars 2019).
Si vous disposez d'ouvrages ou d'articles de référence ou si vous connaissez des sites web de qualité traitant du thème abordé ici, merci de compléter l'article en donnant les références utiles à sa vérifiabilité et en les liant à la section « Notes et références ».

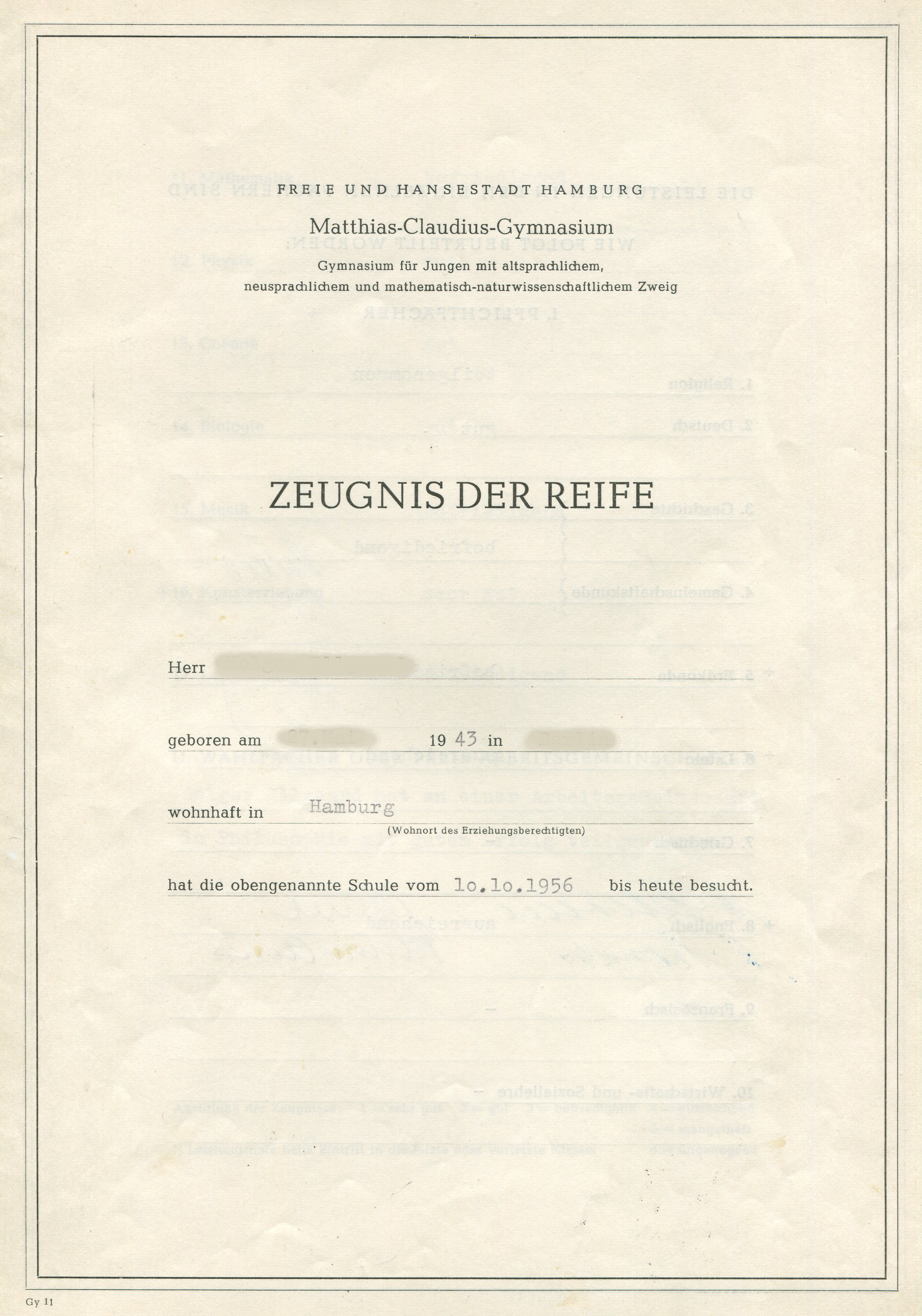
Certificat de maturité en 1964 au lycée Matthias-Claudius à Hambourg.

Un Abitur /abiˈtuːɐ/  ou familièrement un Abi /ˈabi/ , est un examen en Allemagne qui conclut les études secondaires des Gymnasium et s’obtient après treize ans d’études (douze années dans certains Länder).
Cet examen diffère selon les Länder. Une double correction est pratiquée, et si une différence de note est trop importante entre les deux corrections, une troisième est effectuée.
Une formule proche est appliquée en Finlande.
L’Abitur correspond au baccalauréat dans certains pays francophones (dont la France), à la maturité dans certains pays européens et au A-level au Royaume-Uni.
L'élève a le choix, ou non, de passer l’Abitur. Effectivement, une grande partie des élèves partent après la dixième classe en apprentissage, ils ne passent donc pas d’Abitur. Les élèves en Hauptschule ou Realschule ne passent pas l’Abitur, mais ont un diplôme en fin d'étude.

## Matière
Après être arrivé en Oberstufe (de), il n’existe plus de classes mais des « cours » : les élèves choisissent un certain nombre de matières, en spécialisation ou aperçu (le choix varie selon les établissements), dont ils passeront l'examen à l’écrit ou à l’oral à la fin de la dernière année. L'Oberstufe pourrait correspondre au lycée. Il commence en classe de onzième, et finit en treizième ou, pour de plus en plus d'écoles, en douzième classe. 
Certaines matières sont cependant obligatoires comme l’allemand, les mathématiques, une science de la nature, une langue étrangère ou une langue ancienne, et le sport.
Une partie de la note correspond à une évaluation continue.

## L’après examen
Cet examen ouvre les portes des universités et de certains apprentissages, comme dans le secteur bancaire.

## Variantes: l'Abibac
Certains lycées proposent la délivrance simultanée du baccalauréat français et de l’Abitur allemand (« AbiBac »). Les établissements proposant cette formation sont localisés généralement dans les académies de l’Est de la France. Cependant, l'AbiBac existe aussi dans d'autres académies, parfois au-delà de l'Europe, dans les académies d'outre-mer (notamment l'académie de La Réunion). En Allemagne, il en existe plusieurs dans les Länder proches de la France.
Cette section s’adresse aux bons élèves, surtout en France où ils sont souvent issus d’une classe (pré-)européenne de collège et sont sélectionnés sur dossier ou entretien. Ils suivront des cours d'Histoire en langue allemande et des cours d'allemand renforcés à raison de 6 à 7 heures par semaine dès la seconde.